# Pure Holocaust
Pure Holocaust — второй студийный альбом норвежской блэк-метал-группы Immortal, вышедший в 1993 году.

## Об альбоме
Альбом был выпущен как на стандартных CD, так и ограниченным тиражом на LP лейблом Osmose Productions в 1993 году. В 1998 году был выпущен ограниченный тираж (300 копий) picture LP. В 2006 альбом был переиздан на CD.

## Список композиций
Все тексты написаны Demonaz, вся музыка написана Abbath/Demonaz.
| №                   | Название                                          | Длительность |
| ------------------- | ------------------------------------------------- | ------------ |
| 1.                  | «Unsilent Storms in the North Abyss»              | 3:14         |
| 2.                  | «A Sign for the Norse Hordes to Ride»             | 2:35         |
| 3.                  | «The Sun No Longer Rises»                         | 4:19         |
| 4.                  | «Frozen by Icewinds»                              | 4:40         |
| 5.                  | «Storming through Red Clouds and Holocaust Winds» | 4:39         |
| 6.                  | «Eternal Years on the Path to the Cemetary Gates» | 3:30         |
| 7.                  | «As the Eternity Opens»                           | 5:30         |
| 8.                  | «Pure Holocaust»                                  | 5:16         |
| Общая длительность: | Общая длительность:                               | 33:56        |

## Участники записи
- Demonaz Doom Occulta — гитара
- Abbath Doom Occulta — бас, ударные и вокал
- Grim заявлен как ударник на обложке, однако партии ударных сыграл Abbath[5].